# Vulliens
Vulliens é uma comuna da Suíça, situada no distrito de Broye-Vully, no cantão de Vaud. Tem 6,64 km² de área e sua população em 2018 foi estimada em 594 habitantes.